# Grete Bösel
Grete Bösel, wedle innych źródeł także Boesel, Böse, Böseln lub Bösen (ur. 9 maja 1908 w Wuppertalu, zm. 2 maja 1947 w Hameln) – niemiecka nadzorczyni SS (SS-Aufseherin) w nazistowskim obozie koncentracyjnym Ravensbrück (KL) i zbrodniarka wojenna.

## Życiorys
Z zawodu była pielęgniarką. W 1940 pracowała na stanowisku w firmie Continental AG w Hanowerze. Jej pracodawca odesłał ją w sierpniu 1944 do obozu w Ravensbrück, aby tam przeszkolono ją na nadzorczynię. Od grudnia 1944 do stycznia 1945 była nadzorczynią w Ravensbrück. Następnie z powodu infekcji tyfusowej, do marca 1945 była niezdolna do pracy.
Następnie zajmowała stanowisko tzw. Arbeitseinsatzführerin (kierowniczka obozowej służby pracy), była odpowiedzialna za zestawienia komand pracy. Bösel okrutnie obchodziła się z podległymi jej więźniarkami, bijąc i katując je na każdym kroku. Powiedziała kiedyś innej funkcjonariuszce SS: "Jeśli (więźniowie) nie mogą już pracować, niech gniją". Pod koniec istnienia obozu (od lutego/marca 1945) uczestniczyła także w selekcjach niezdolnych do pracy więźniarek do komór gazowych. Wedle relacji byłych więźniarek, w tych selekcjach uczestniczyła szczególnie Bösel.
Wobec nadciągania oddziałów radzieckich zbiegła wraz z mężem z obozu. Bösel została jednak później schwytana przez aliantów i postawiona przez nich przed brytyjskim Trybunałem Wojskowym w pierwszym hamburskim procesie załogi Ravensbrück (trwającym od 5 grudnia 1946 do 3 lutego 1947). Uznana za winną selekcji, mordowania i maltretowania więźniarek została skazana na karę śmierci (podobnie jak Elisabeth Marschall, Dorothea Binz, Carmen Mory i Vera Salvequart). Została powieszona wraz z inną zbrodniarką, Elisabeth Marschall, o godz. 9:55 w dniu 2 maja 1947 w więzieniu w Hameln.